# 小林明子
小林明子（1958年11月5日—），生于日本东京，女歌手、作词家、作曲家、编曲人。因1985年为TBS电视连续剧《给星期五的妻子们》创作的单曲《坠入情网 -Fall in love-》而成名。小林明子1995年曾与U2以及布莱恩·伊诺合作发行专辑《Original Soundtracks 1》。因录音室员工发现她的声音酷似卡彭特乐队的卡伦·卡彭特，于是建议她接触理查德·卡彭特，卡彭特乐队的另一名成员。在听过她的样带后，理查德对她的声音很满意，在1988年为她发行了专辑《天使之城》。1991年她来到英国，以别名发行专辑。